# Elizabeth Warren
Elizabeth Ann Warren (nascida Herring; Oklahoma City, 22 de junho de 1949) é uma política e jurista norte-americana. Filiada no Partido Democrata, é senadora pelo estado de Massachusetts desde janeiro de 2013, sendo um dos membros mais populares da ala mais à esquerda do partido, foi pré-candidata a presidente para a eleição de 2020, tendo acabado em terceiro lugar nas Primárias Democratas. Politicamente progressista, como senadora concentrou-se em temas relacionados com a proteção do consumidor, combate à corrupção, oportunidades econômicas e segurança social. Anteriormente, foi professora de Direito, especializada em Direito falimentar.
Warren concluiu um bacharelado em ciência pela Universidade de Houston e em seguida gradou-se em Direito pela Universidade Rutgers, lecionando em diversas universidades, incluindo a Universidade de Houston, a Universidade do Texas em Austin, a Universidade da Pensilvânia e a Universidade de Harvard. Autora de três livros e coautora de outros seis, foi uma das professoras mais influentes no campo do Direito comercial antes de iniciar sua carreira política.
A incursão inicial de Warren nas políticas públicas começou em 1995, quando se opôs ao que acabou se tornando uma lei de 2005 que restringiu o acesso das pessoas ao instituto da falência. Se tornou mais conhecida nacionalmente durante o final dos anos 2000, após suas fortes posições públicas em favor de regulações bancárias mais rigorosas após a crise financeira de 2007-2008. Foi presidente do Painel de Supervisão do Congresso e foi fundamental para a criação do Departamento de Proteção Financeira do Consumidor, do qual atuou como sua primeira assessora especial durante o governo do presidente Barack Obama.
Em 2012, Warren venceu a eleição para o Senado por Massachusetts, derrotando o republicano Scott Brown e se tornando a primeira senadora feminina pelo estado. No Senado, foi designada para o Comitê Especial do Senado sobre o Envelhecimento; o Comitê Bancário, Habitação e Assuntos Urbanos; e o Comitê de Saúde, Educação, Trabalho e Pensões. Também foi nomeada como vice-líder da bancada Democrata no Senado. Em 2018, foi reeleita senadora por uma larga vantagem e, poucas semanas depois, anunciou sua candidatura à nomeação democrata para a presidência em 2020.

## Primeiros anos, educação e vida pessoal
Elizabeth Ann Herring nasceu em 22 de junho de 1949 em Oklahoma City, sendo filha de Pauline (nascida Reed, 1912–1995) e Donald Jones Herring (1911–1997). Quarta filha de uma família metodista de classe média, Warren descreveu sua família como oscilando "na borda irregular da classe média" e "meio que pendurada nas bordas pelas unhas."
Warren viveu em Norman, Oklahoma, até os 11 anos de idade, quando sua família voltou para Oklahoma City. Quando tinha 12 anos, seu pai, Donald, que era vendedor na Montgomery Ward, teve um ataque cardíaco, o que gerou muitas despesas médicas e causou uma redução do salário, pois ele não conseguia mais trabalhar como antes; mais tarde, Donald trabalhou em um bloco de apartamentos. O carro da família foi devolvido, pois eles não conseguiram pagar o financiamento. Para ajudar as finanças da família, sua mãe Pauline encontrou um trabalho na Sears. Quando tinha 13 anos, Warren começou a servir mesas no restaurante da tia.
Warren tornou-se uma importante integrante da equipe de debate da Escola de Ensino Médio Northwest Classen e venceu o campeonato estadual de debates da escola secundária. Também ganhou uma bolsa de estudos para a Universidade George Washington (GWU) aos 16 anos. Inicialmente, aspirava ser professora, mas deixou a GWU depois de dois anos em 1968 para se casar com Jim Warren, a quem conheceu no ensino médio.
Após o casamento, Elizabeth e Jim mudaram-se para Houston, no Texas, onde ele trabalhava na IBM. Lá, matriculou-se na Universidade de Houston, graduando-se em 1970 com um diploma de Bachelor of Science em fonoaudiologia e audiologia. Quando Jim foi transferido para Nova Jersey, Elizabeth o acompanhou. Ela logo engravidou e decidiu ficar em casa para cuidar de sua filha, Amelia. Depois que Amelia fez dois anos, Warren se matriculou na Faculdade de Direito da Universidade Rutgers. Pouco antes de se formar, em 1976, ela engravidou do segundo filho, Alexander. Após receber o diploma de Juris Doctor, foi aprovada no exame da ordem dos advogados.
Elizabeth e Jim divorciaram-se em 1978. Dois anos depois, ela casou-se com Bruce H. Mann, um professor de Direito natural de Massachusetts. Warren optou por manter o sobrenome de seu primeiro marido, alegando que tomou esta decisão para facilitar a vida de seus filhos; Warren possui três netos. Em 2019, Elizabeth e Bruce declararam possuir um patrimônio de US$ 12 milhões. De acordo com a Forbes, boa parte da renda do casal advinha de seus vínculos com a Universidade de Harvard, onde ambos trabalharam como professores.

## Senado (2013-presente)
Warren anunciou a sua candidatura para o Senado na eleicão de 2012 em Massachusetts em 14 de Setembro de 2011. O republicano Scott Brown tinha ganho uma eleição especial em 2010, devido à morte de Ted Kennedy. Warren proferiu um discurso na Convenção Democrata de 2012, onde se posicionou como protetora da classe média e dos pobres, dizendo: "As pessoas sentem que o sistema está contra elas. E a pior parte é que elas estão certas. O sistema está contra elas." Em 6 de novembro de 2012, Warren foi eleita para o Senado com 53,7% dos votos. Na eleição para o Senado de 2018, foi reeleita com 60,4% dos votos.

## Campanha presidencial de 2020
Em 9 de fevereiro de 2019, Warren anunciou a sua pré-candidatura à presidência dos Estados Unidos.

### Pesquisas
Warren começou a sua campanha com menos de 10% nas pesquisas, de acordo com a média do site RealClearPolitics, mas rapidamente subiu, ultrapassando Bernie Sanders no início de setembro, e até tomando o primeiro lugar de Joe Biden durante um curto período de tempo. Porém, depois dessa subida, voltou a descer e, no final de novembro, Bernie Sanders voltou a passar-lhe à frente. A campanha de Warren nunca conseguiu se recuperar, e manteve-se perto dos 15% até a suspensão da campanha.

### Suspensão da campanha
Depois de obter resultados decepcionantes nas quatro primeiras primárias e na Super Terça, Warren decidiu desistir da campanha em 5 de março, endossando Joe Biden no dia 15 de abril.